# 335P/Gibbs
335P/Gibbs, komet Jupiterove obitelji